# Boxe nos Jogos Pan-Americanos de 2015 - Peso meio-médio
A categoria meio-médio do boxe nos Jogos Pan-Americanos de 2015 foi disputada entre 19 e 25 de julho no Centro Esportivo Oshawa em Oshawa, Ontário.

## Calendário
Horário local (UTC-4).
| Data        | Horário | Fase             |
| ----------- | ------- | ---------------- |
| 19 de julho | 20:05   | Preliminares     |
| 21 de julho | 20:20   | Quartas-de-final |
| 23 de julho | 20:05   | Semifinal        |
| 25 de julho | 20:00   | Final            |

## Medalhistas
| Ouro   | VEN Gabriel Maestre                        |
| Prata  | CUB Roniel Iglesias                        |
| Bronze | DOM Juan Ramón Solano ARG Alberto Palmetta |

## Resultados

### Chave
|  | Preliminares            | Preliminares            | Preliminares |  |  | Quartas-de-final       | Quartas-de-final       | Quartas-de-final      |   |                      | Semifinal            | Semifinal           | Semifinal |  |  | Final | Final | Final |
|  |                         |                         |              |  |  |                        |                        |                       |   |                      |                      |                     |           |  |  |       |       |       |
|  |                         |                         |              |  |  |                        |                        |                       |   |                      |                      |                     |           |  |  |       |       |       |
|  |                         |                         |              |  |  | VEN Gabriel Maestre    | VEN Gabriel Maestre    | 3                     |   |                      |                      |                     |           |  |  |       |       |       |
|  | CAN Sasan Hagnighat-joo | CAN Sasan Hagnighat-joo | 1            |  |  | BRA Roberto de Queiroz | BRA Roberto de Queiroz | 0                     |   |                      |                      |                     |           |  |  |       |       |       |
|  | BRA Roberto de Queiroz  | BRA Roberto de Queiroz  | 2            |  |  |                        |                        |                       |   | VEN Gabriel Maestre  | VEN Gabriel Maestre  | 3                   |           |  |  |       |       |       |
|  |                         |                         |              |  |  |                        | DOM Juan Ramón Solano  | DOM Juan Ramón Solano | 0 |                      |                      |                     |           |  |  |       |       |       |
|  |                         |                         |              |  |  | NCA Lester Silva       | NCA Lester Silva       | 0                     |   |                      |                      |                     |           |  |  |       |       |       |
|  |                         |                         |              |  |  | DOM Juan Ramón Solano  | DOM Juan Ramón Solano  | 3                     |   |                      |                      |                     |           |  |  |       |       |       |
|  |                         |                         |              |  |  |                        |                        |                       |   |                      | VEN Gabriel Maestre  | VEN Gabriel Maestre | 2         |  |  |       |       |       |
|  |                         |                         |              |  |  |                        | CUB Roniel Iglesias    | CUB Roniel Iglesias   | 1 |                      |                      |                     |           |  |  |       |       |       |
|  |                         |                         |              |  |  | BAH Carl Hield         | BAH Carl Hield         | 0                     |   |                      |                      |                     |           |  |  |       |       |       |
|  |                         |                         |              |  |  | ARG Alberto Palmetta   | ARG Alberto Palmetta   | 3                     |   |                      |                      |                     |           |  |  |       |       |       |
|  |                         |                         |              |  |  |                        |                        |                       |   | ARG Alberto Palmetta | ARG Alberto Palmetta | 0                   |           |  |  |       |       |       |
|  | MEX Marvin Cabrera      | MEX Marvin Cabrera      | 3            |  |  |                        | CUB Roniel Iglesias    | CUB Roniel Iglesias   | 3 |                      |                      |                     |           |  |  |       |       |       |
|  | USA Brian Ceballo       | USA Brian Ceballo       | 0            |  |  | MEX Marvin Cabrera     | MEX Marvin Cabrera     | 0                     |   |                      |                      |                     |           |  |  |       |       |       |
|  |                         |                         |              |  |  | CUB Roniel Iglesias    | CUB Roniel Iglesias    | 3                     |   |                      |                      |                     |           |  |  |       |       |       |
|  |                         |                         |              |  |  |                        |                        |                       |   |                      |                      |                     |           |  |  |       |       |       |